# Flagg Center (Illinois)
Flagg Center est communauté incorporée du comté d'Ogle dans l'Illinois.

## Géographie
Flagg Center est situé dans le Township de Flagg, dans le comté d'Ogle, en Illinois. Il est situé au carrefour des routes Flagg et Center, d'où le nom Flagg Center,.